# Gunnar Björk
Erik Gunnar Björk, född 15 februari 1944 i Lista församling i Södermanland, är en svensk tidigare bankkonsulent och politiker (centerpartist), som var riksdagsledamot för Gävleborgs läns valkrets 1971–1992 ,statssekreterare i Regeringen Bildt, och landshövding i Dalarnas län 1992–2001.Ordförande i Konung Gustav V 90 års fond 

## Biografi
Gunnar Björk blev politiskt sakkunnig hos statsminister Thorbjörn Fälldin 1976, politiskt sakkunnig hos kommunminister Johannes Antonsson 1977 och politiskt sakkunnig hos försvarsminister Torsten Gustafsson 1982. Björk blev 1991 statssekreterare för nordiska frågor i regeringen och utsågs 1982 som statsministerns personliga representant i Illionemigruppen. 1992–2001 var han landshövding i Kopparbergs län, och 2003 utsågs han till ordförande i Arlandabanan Infrastructure AB och ledamot av Öresundsbrokonsortiet AS och Svedab AB.
Björk var ledamot vid ESK:s konferens i Madrid och ledamot av Nordiska rådet samt vice ordförande i Nordiska rådets kulturutskott, ledamot i 26 statliga utredningar, varav ordförande i 18 av dem. Han var 1968–1978 ledamot av Gävle kommunfullmäktige och under tio år ordförande i Gävle stadsrevision.
2010 utsågs Björk till ordförande i Stiftelsen Konung Gustaf V:s 90-årsfond.
Björk har gett ut boken I huvudet på en landshövding (2013). 2012 gav han ut romanen Kristinas drömmar.

## Utmärkelser
- H. M. Konungens medalj i guld av 12:e storleken med Serafimerordens band 2021 för framstående insatser inom svensk statsförvaltning och som ordförande i Stiftelsen Konung Gustaf V:s 90-årsfond[8]
- H. Maj:t Konungens förtjänstmedalj i Guld  av Svenska Försvarsutbildningsförbundet

### Fotnoter
1. ↑  Riksdagens protokoll 1971:1, läs online, läst: 5 juli 2020.[källa från Wikidata]
2. ↑  Riksdagens protokoll 1974:1, läs online, läst: 1 juli 2020.[källa från Wikidata]
3. 1 2  Riksdagens protokoll 1976/77:1, läs online, läst: 1 juli 2020.[källa från Wikidata]
4. 1 2  Riksdagens protokoll 1977/78:12 (19-25 oktober 1977), 31 december 1977, läs online, läs online och läs online, läst: 13 december 2021.[källa från Wikidata]
5. 1 2  Riksdagens protokoll 1980/81:78 (9-13 februari 1981), 31 december 1980, läs online, läs online och läs online, läst: 11 december 2021.[källa från Wikidata]
6. 1 2 3 4  Riksdagens person-id: 0880162479603, läst: 2 juli 2020.[källa från Wikidata]
7. ↑  http://www.gv90.a.se/
8. ↑  ”Medaljförläningar 6 juni 2021”. Kungl. hovstaterna. Arkiverad från originalet den 7 juni 2021. https://web.archive.org/web/20210607065932/https://www.kungahuset.se/monarkinhovstaterna/ordnarochmedaljer/medaljer/medaljforlaningar/arkivmedaljforlaningar/medaljforlaningar6juni2021.5.1847ddfb1791265cbf420f1d.html. Läst 7 juni 2021.